# Liste der Biografien/Kil
Liste der Biografien |
Portal Biografien |
Personensuche
# |
A |
B |
C |
D |
E |
F |
G |
H |
I |
J |
K |
L |
M |
N |
O |
P |
Q |
R |
S |
T |
U |
V |
W |
X |
Y |
Z |
?
 
Ka |
Kb |
Kc |
Kd |
Ke |
Kf |
Kg |
Kh |
Ki |
Kj |
Kl |
Km |
Kn |
Ko |
Kp |
Kr |
Ks |
Kt |
Ku |
Kv |
Kw |
Ky |
Kx |
Kz
 
Kia |
Kib |
Kic |
Kid |
Kie |
Kif |
Kig |
Kih |
Kii |
Kij |
Kik |
Kil |
Kim |
Kin |
Kio |
Kip |
Kir |
Kis |
Kit |
Kiu |
Kiv |
Kiw |
Kix |
Kiy |
Kiz
Die Liste der Biografien führt alle Personen auf, die in der deutschsprachigen Wikipedia einen Artikel haben. Dieses ist eine Teilliste mit 483 Einträgen von Personen, deren Namen mit den Buchstaben „Kil“ beginnt.

## Kil
- Kil, Jae-son (* 1975), nordkoreanischer Marathonläufer
- Kil, Joanna (* 2000), polnische Nordische Kombiniererin und Skispringerin
- Kil, Monika (* 1966), deutsche Bildungsforscherin
- Kil, Wolfgang (* 1948), deutscher Architekt und Architekturkritiker

### Kila
- Kilab, im Alten Testament der Name des zweitältesten Sohnes des Königs David
- Kiladse, Grigol (1902–1962), georgischer Komponist
- Kilage, Ignatius (1941–1989), papua-neuguineischer Politiker und Politiker
- Kilaini, Method (* 1948), tansanischer römisch-katholischer Geistlicher und emeritierter Weihbischof in Bukoba
- Kilali, Miriam (* 1965), deutsche Künstlerin
- Kilambe, Rotson (* 1978), sambischer Fußballspieler
- Kilamuwa, aramäischer König
- Kilani, Amine Al (* 1984), libyscher Straßenradrennfahrer
- Kilanyi, Ludwig (1819–1861), ungarischer Balletttänzer, -meister und -choreograph
- Kilanyi, Therese (* 1830), ungarische Balletttänzerin, -meisterin und -choreographin
- Kilar, Wojciech (1932–2013), polnischer KomponistWojciech Kilar (1932–2013)

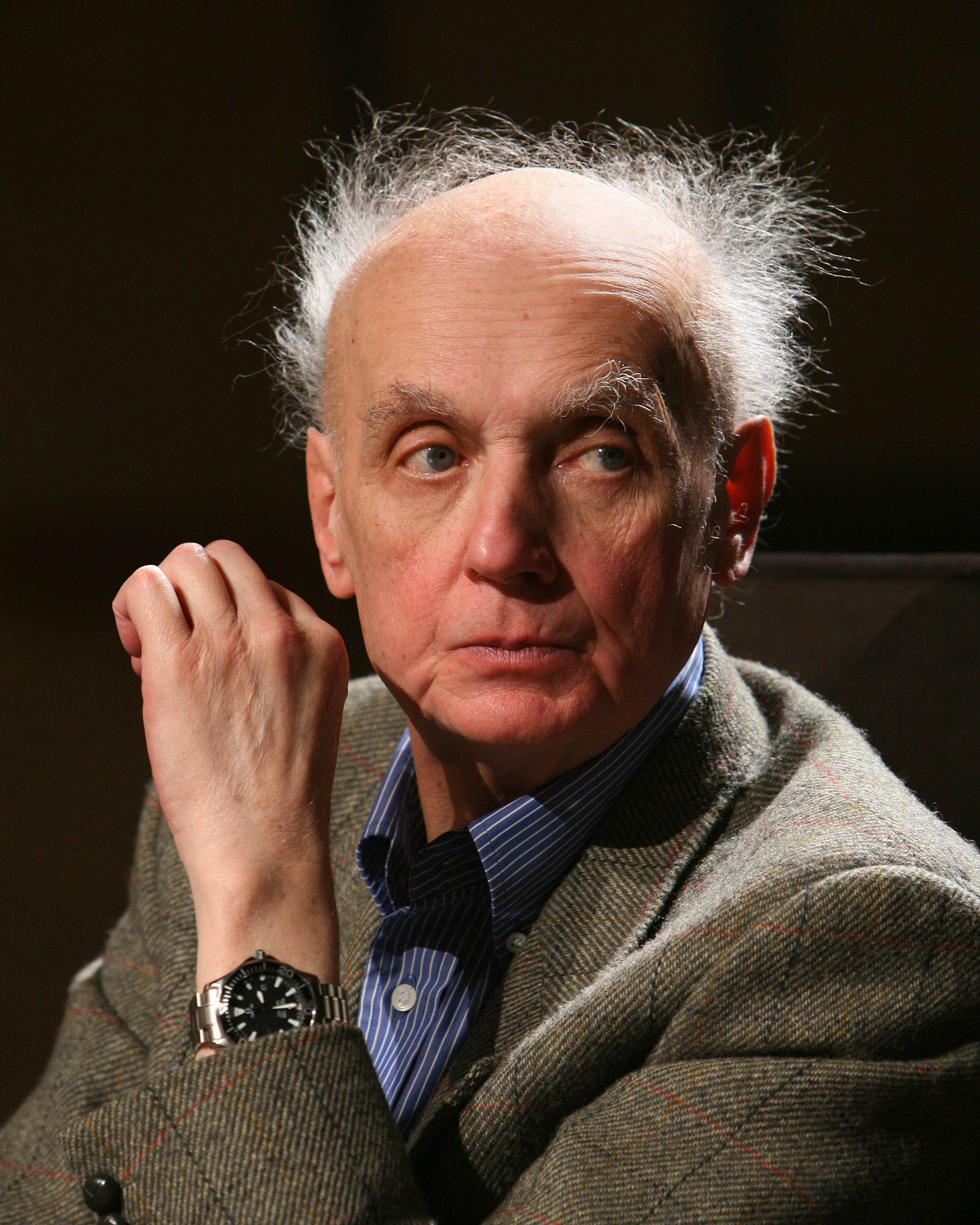
Wojciech Kilar (1932–2013)

- Kilasara, Joseph (1916–1978), tansanischer Ordensgeistlicher, römisch-katholischer Bischof von Moshi

### Kilb
- Kilb, Alex (* 1969), deutscher Musikproduzent, Labelbesitzer und Musiker
- Kilb, Andreas (* 1961), deutscher Filmkritiker
- Kilb, Ernst (1896–1946), Wormser Lehrer und Lokalpolitiker (SPD)
- Kilb, Hans (1910–1984), deutscher Jurist
- Kilb, Rainer (* 1952), deutscher Erziehungs- und Sozialarbeitswissenschaftler
- Kilb, Rudolf (* 1938), deutscher Polizeipräsident
- Kilbane, Johnny (1889–1957), US-amerikanischer Boxer
- Kilbane, Kevin (* 1977), irischer Fußballspieler
- Kilber, Heinrich (1710–1783), deutscher Jesuit, römisch-katholischer Theologe und Hochschullehrer
- Kilbert, Gert (* 1965), Schweizer Mittelstreckenläufer
- Kilbert, Porter (1921–1960), US-amerikanischer R&B- und Jazzmusiker
- Kilbertus, Sonja (* 1981), österreichische Produzentin, Produktionsleiterin und Autorin
- Kilbey, Steve (* 1954), britischer Musiker, Sänger, Songwriter, Dichter und Maler
- Kilbom, Karl (1885–1961), schwedischer kommunistischer, später sozialdemokratischer Politiker
- Kilbourne, Charles E. (1872–1963), US-amerikanischer Offizier, Generalmajor der US-Army
- Kilbourne, James (1770–1850), US-amerikanischer Politiker
- Kilbourne, Wendy (* 1964), US-amerikanische Schauspielerin
- Kilbride, Percy (1888–1964), US-amerikanischer Theater- und Filmschauspieler
- Kilburg, Mia (* 1989), US-amerikanische Eisschnellläuferin
- Kilburger, Otto (1830–1913), deutscher Architekt und preußischer Baubeamter
- Kilburger, Paul (1863–1951), deutscher Architekt und Baubeamter
- Kilburn, Benjamin West (1827–1909), US-amerikanischer Fotograf und Stereoskopienhändler
- Kilburn, Charles S. (1895–1978), US-amerikanischer Offizier, Brigadegeneral der US Army
- Kilburn, Clarence E. (1893–1975), US-amerikanischer Politiker
- Kilburn, Paul (1936–2020), kanadischer Pianist, Komponist und Musikpädagoge
- Kilburn, Terry (* 1926), britischer Schauspieler
- Kilburn, Tom (1921–2001), britischer Computer-Pionier
- Kilburn, Weldon (1906–1986), kanadischer Pianist, Organist und Musikpädagoge
- Kilby, Brian (1938–2024), britischer Marathonläufer
- Kilby, Clyde Samuel (1902–1986), US-amerikanischer Anglist und Autor
- Kilby, Jack (1923–2005), US-amerikanischer Ingenieur, gilt als Erfinder der integrierten Schaltung
- Kilby, James W. (* 1963), US-amerikanischer Admiral der United States Navy
- Kilby, Thomas (1865–1943), US-amerikanischer Politiker

### Kilc
- Kilchenmann, André (* 1941), deutscher Geograph und emeritierter Professor für Geographie und Geoökologie
- Kilchenmann, Caroline (* 1984), Schweizer Biathletin und Skibergsteigerin
- Kilchenmann, Marc (* 1970), Schweizer Komponist, Fagottist und Verleger
- Kilcher, Andreas (* 1963), Schweizer Literatur- und Kulturwissenschaftler
- Kilcher, Q’orianka (* 1990), US-amerikanische SchauspielerinQ’orianka Kilcher (* 1990)

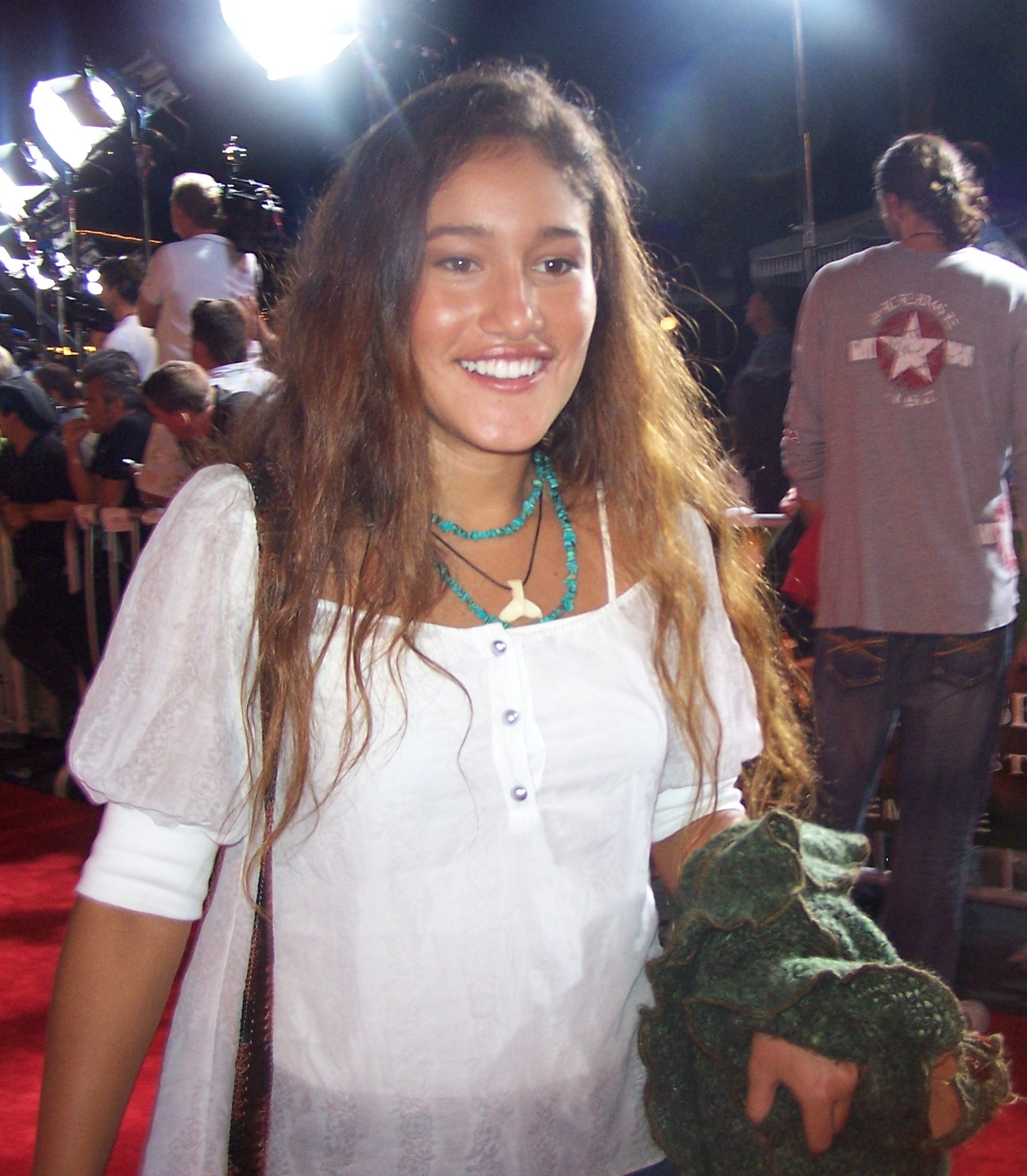
Q’orianka Kilcher (* 1990)

- Kilcher, Yule (1913–1998), schweizerisch-amerikanischer Landwirt, Journalist und Politiker
- Kilches, Karl Rainer (* 1945), deutscher Jurist und Richter am Bundesfinanzhof
- Kilchling, Karl (1886–1962), deutscher Geophysiker
- Kilchmeyer, Jodocus († 1552), reformierter Geistlicher und Reformator
- Kilchoer, Nicolas (* 1973), Schweizer Politiker und Unternehmer
- Kilchör, Benjamin (* 1984), Schweizer evangelischer Theologe und Alttestamentler
- Kilchsperger, Roman (* 1970), Schweizer Radio- und Fernsehmoderator

### Kild
- Kildal, Helge (1932–2011), deutscher Sportsoziologe und Schachfunktionär
- Kildall, Gary (1942–1994), US-amerikanischer Informatiker
- Kildau, Erika (* 2002), deutsche Volleyballspielerin
- Kilday, Andrea (* 1982), neuseeländische Taekwondo-Kämpferin
- Kilday, Paul Joseph (1900–1968), US-amerikanischer Jurist und Politiker
- Kildebo, Sebastian Santiago (* 2005), norwegisch-kolumbianischer Skilangläufer
- Kildee, Dale E. (1929–2021), US-amerikanischer Politiker
- Kildee, Dan (* 1958), US-amerikanischer Politiker
- Kildemoes, Maja (* 1996), dänische Fußballspielerin
- Kilderry, Paul (* 1973), australischer Tennisspieler
- Kildevæld, Mike (* 1966), dänischer Snowboarder
- Kildischewa, Klawdija Sergejewna (1917–1994), sowjetisch-russische Luftfahrtingenieurin
- Kildišienė, Greta (* 1985), litauische Politikerin
- Kildunne, Ellie (* 1999), englische Rugby-Union-Spielerin

### Kile
- Kilego, Kagiso (* 1983), botswanischer Leichtathlet
- Kilel, Caroline Cheptanui (* 1981), kenianische Langstreckenläuferin
- Kilerci, Ruken (* 1971), türkische Politikerin (AKP)
- Kiley, Dan (1912–2004), US-amerikanischer Landschaftsarchitekt
- Kiley, Kevin (* 1985), amerikanischer Politiker, Rechtsanwalt und Pädagoge
- Kiley, Moses Elias (1876–1953), kanadischer Geistlicher, Erzbischof von Milwaukee
- Kiley, Renee (* 1983), australische Triathletin
- Kiley, Richard (1922–1999), US-amerikanischer Film- und Theaterschauspieler
- Kilez More (* 1988), österreichischer Rapper

### Kilf
- Kilfitt, Heinz (1898–1980), deutscher Kamerakonstrukteur

### Kilg
- Kilga, Marlene (* 1973), österreichische Schriftstellerin
- Kilgallen, Dorothy (1913–1965), US-amerikanische Fernsehmoderatorin und SchauspielerinDorothy Kilgallen (1913–1965)

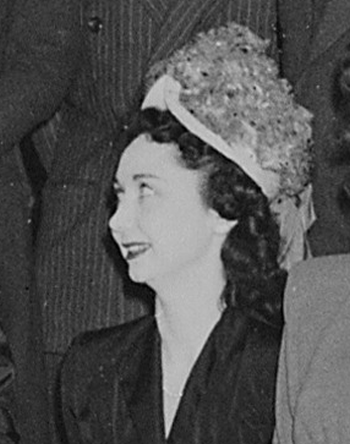
Dorothy Kilgallen (1913–1965)

- Kilgarriff, Michael (* 1937), britischer Schauspieler und Kinderbuchautor
- Kilgast, Susanne (* 1961), deutsche Kulturmanagerin und Politikerin (SPD), MdHB
- Kilger, Bob (1944–2021), kanadischer Eishockeyspieler und -trainer, Politiker
- Kilger, Chad (* 1976), kanadischer Eishockeyspieler
- Kilger, Gerhard (* 1946), deutscher Physiker, freier Künstler, Dozent und Ausstellungsdirektor
- Kilger, Hartmut (* 1943), deutscher Jurist, Präsidenten des Deutschen Anwaltvereins
- Kilger, Heinrich (1881–1965), deutscher Brauer, Gewerkschafter und Sozialdemokrat
- Kilger, Heinrich der Jüngere (1907–1970), deutscher Bühnenbildner
- Kilger, Laurenz (1890–1964), deutscher Ordenspriester und Missionswissenschaftler
- Kilger, Walter, deutscher Behinderten Sportler
- Kilger, Wolfgang (1927–1986), deutscher Wirtschaftswissenschaftler
- Kilgore, Al (1927–1983), amerikanischer Cartoonist, Comiczeichner und Cineast
- Kilgore, Constantine B. (1835–1897), US-amerikanischer Jurist und Politiker
- Kilgore, Daniel (1793–1851), US-amerikanischer Politiker (Demokratische Partei)
- Kilgore, David (1804–1879), US-amerikanischer Politiker
- Kilgore, Harley M. (1893–1956), US-amerikanischer Politiker (Demokratische Partei)
- Kilgore, Joe M. (1918–1999), amerikanischer Politiker und Abgeordneter
- Kilgore, Merle (1934–2005), US-amerikanischer Komponist, Texter, Country-Sänger und Manager
- Kilgore, Rebecca (* 1948), US-amerikanische Jazz-Sängerin
- Kilgore, Theola (1925–2005), US-amerikanische Soul- und Gospelsängerin
- Kilgour, D. Marc, kanadischer Mathematiker
- Kilgour, David (1941–2022), kanadischer Politiker
- Kilgour, Lennox (1928–2004), Gewichtheber aus Trinidad und Tobago
- Kilgour, Mary Stewart (1851–1955), britische Lehrerin, Autorin und Aktivistin für Frauenrechte und das Frauenwahlrecht

### Kilh
- Kilham, Alexander (1762–1798), englischer methodistischer Pastor
- Kilham, Hannah (1774–1832), englische Missionarin, Linguistin in Sierra Leone und Aktivistin

### Kili
- Kili, Houssaine (* 1955), marokkanischer Musiker
- Kilian, iro-schottischer MissionsbischofKilian

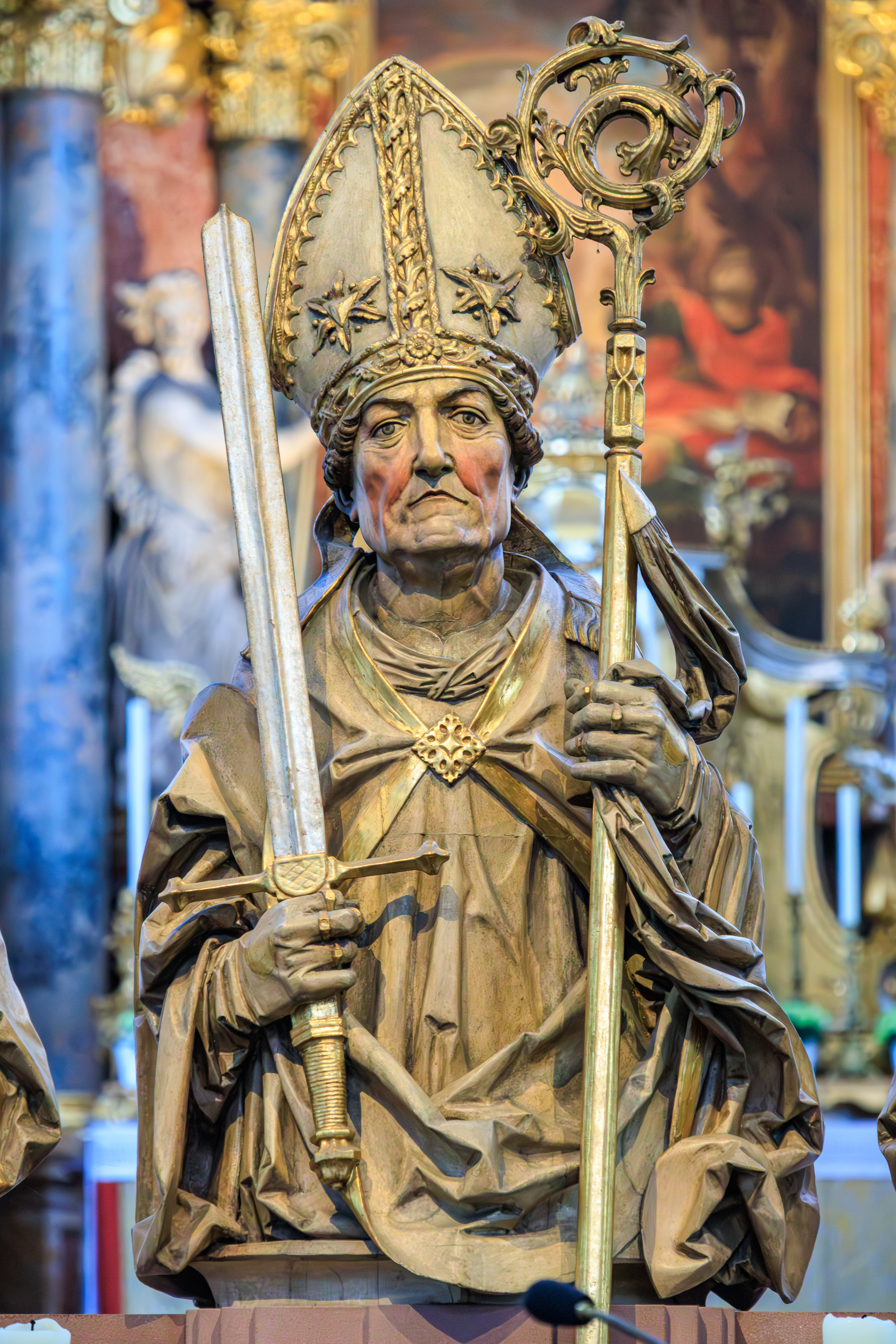
Kilian

- Kilian, Achim (1926–2002), deutscher Speziallagerhäftling und Autor neuzeithistorischer Werke
- Kilian, Adrian (* 1994), deutscher Synchronsprecher
- Kilian, André (* 1987), deutscher Fußballspieler
- Kilian, Augustinus (1856–1930), Bischof von Limburg
- Kilian, Bartholomäus (1630–1696), deutscher Zeichner und Kupferstecher
- Kilian, Birgitt, deutsche Kostümbildnerin
- Kilian, Christoph (* 1951), deutscher Golfspieler
- Kilian, Claus (1928–2022), deutscher bildender Künstler und römisch-katholischer Diakon
- Kilian, Constantin (* 1953), deutscher Autor und Regisseur
- Kilian, Dieter E. (* 1941), deutscher Militär, Offizier der Bundeswehr
- Kilian, Dietrich (1928–1984), deutscher Musikwissenschaftler
- Kilian, Ferdinand (1937–1985), deutscher Friseurmeister
- Kilian, Frank (* 1964), deutscher Kommunalpolitiker (parteilos)
- Kilian, Friedrich (1821–1882), Schweizer Politiker und Ingenieur, Regierungsrat Bern
- Kilian, Georg (1903–1973), deutscher Naturwissenschaftler und Manager
- Kilian, Georg Christoph (1709–1781), deutscher Kupferstecher und Verleger
- Kilian, Götz (1892–1940), deutscher Kommunist, Buchhändler, Stadtrat in Köpenick und Opfer der Köpenicker Blutwoche
- Kilian, Gundel (* 1928), deutsche Fotografin
- Kilian, Gunnar (* 1975), deutscher Journalist, Vorstandsmitglied der Volkswagen AGGunnar Kilian (* 1975)

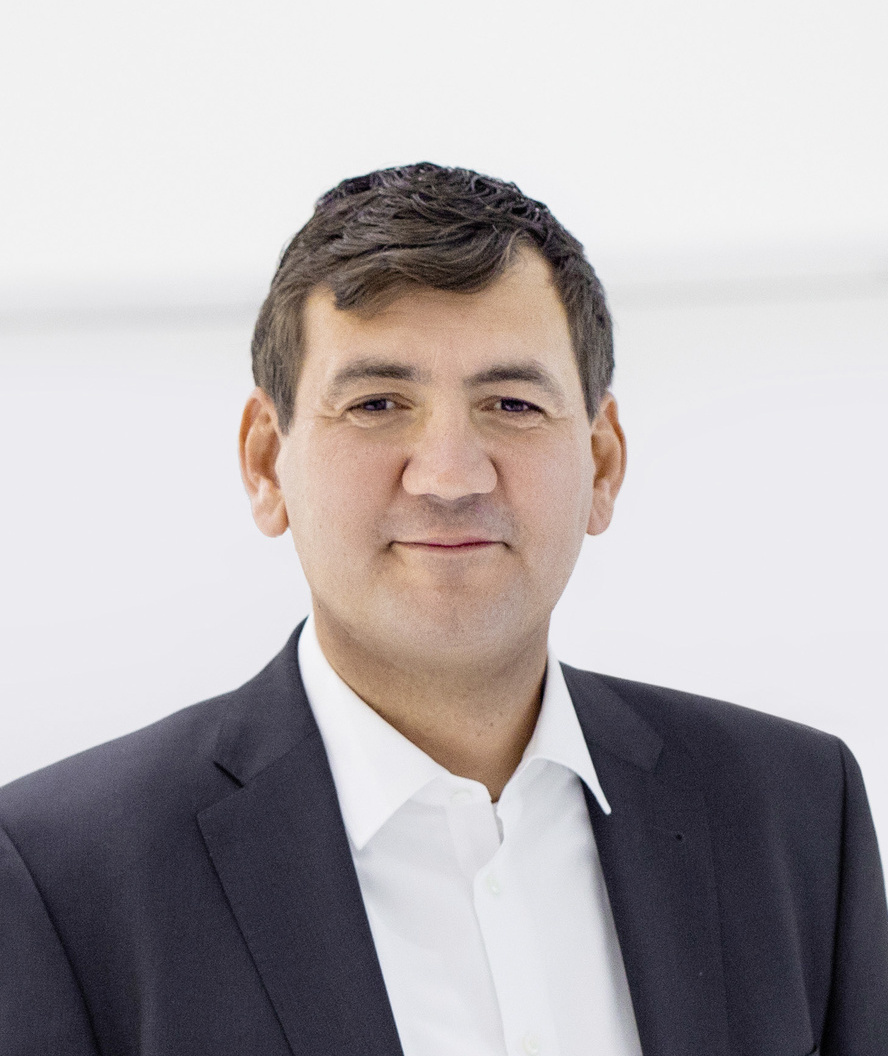
Gunnar Kilian (* 1975)

- Kilian, Günter (* 1950), deutscher Wasserballspieler
- Kilian, Gustav (1897–1960), deutscher Politiker
- Kilian, Gustav (1907–2000), deutscher Radrennfahrer
- Kilian, Hannes (1909–1999), deutscher Fotograf
- Kilian, Hanns (1905–1981), deutscher Bobfahrer
- Kilian, Hanns-Georg (1925–2017), deutscher Physiker
- Kilian, Hans († 1595), Neuburger, Buchdrucker, Verleger, Illustrator, Sekretär, Rentschreiber, Musiker
- Kilian, Hans (1921–2008), deutscher Psychoanalytiker und Sozialpsychologe
- Kilian, Heinz (1915–2007), deutscher Radiosprecher
- Kilian, Hermann Friedrich (1800–1863), deutscher Gynäkologe und Hochschullehrer
- Kilian, Horst (* 1950), deutscher Wasserballspieler
- Kilian, Hubertus (1827–1899), deutscher Musiker
- Kilian, Inge (* 1935), deutsche Leichtathletin
- Kilian, Isot (1924–1986), deutsche Schauspielerin
- Kilian, Jan (1811–1884), sorbischer evangelischer Pfarrer, Anführer sorbischer Auswanderer nach Texas
- Kilián, János (1922–2016), ungarischer Eisschnellläufer
- Kilian, Jens (* 1958), deutscher Szenen-, Bühnen- und Kostümbildner
- Kilian, Jessica (* 1981), Schweizer Skeletonpilotin
- Kilian, Jörg (* 1965), deutscher Germanist
- Kilian, Joseph Aloys (1790–1851), hessischer Finanzminister
- Kilian, Jürgen (* 1973), deutscher Historiker
- Kilian, Karsten (* 1972), Medienmanager und Hochschullehrer
- Kilian, Lotta (* 1981), deutsche Kamerafrau
- Kilian, Luca (* 1999), deutscher Fußballspieler
- Kilian, Lucas (1579–1637), deutscher Zeichner und Kupferstecher
- Kilian, Ludger, deutscher Architekt
- Kilian, Lukas (* 1986), deutscher Rechtsanwalt und Politiker (CDU), MdL
- Kilian, Martin (1928–2014), deutscher Sportfunktionär und Bürgermeister von Wernigerode
- Kilian, Michael (1939–2005), US-amerikanischer Journalist und Kolumnist
- Kilian, Michael (* 1949), deutscher Hochschullehrer und Richter am Landesverfassungsgericht Sachsen-Anhalt
- Kilian, Mike (* 1961), deutscher Rockmusiker und SängerMike Kilian (* 1961)

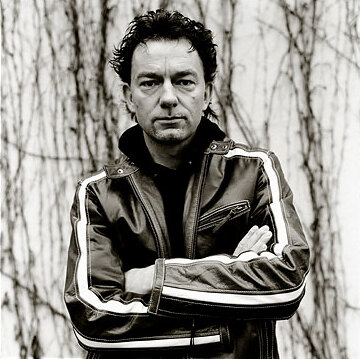
Mike Kilian (* 1961)

- Kilian, Oskar (1860–1938), deutscher Schriftsteller und Chefredakteur
- Kilian, Otto (1879–1945), deutscher kommunistischer Politiker, Journalist und Schriftsteller
- Kilian, Pablo Paolo (* 1984), deutscher Pianist, Klangkünstler, Komponist und Arrangeur
- Kilian, Peter (1911–1988), Schweizer Arbeiterschriftsteller und -dichter
- Kilian, Peter (* 1957), deutscher Fußballspieler
- Kilian, Petra (* 1965), deutsche Kostümbildnerin
- Kilian, Philipp (1628–1693), deutscher Kupferstecher
- Kilian, Philipp Andreas (1714–1759), deutscher Kupferstecher
- Kilian, Rolf (1956–2019), deutscher Wissenschaftler und Kanute
- Kilian, Rosemarie (1919–2014), deutsche Schauspielerin
- Kilian, Siegfried (1928–1983), deutscher Schauspieler
- Kilian, Susanne (* 1940), deutsche Autorin
- Kilian, Victor (1891–1979), US-amerikanischer Schauspieler
- Kilian, Werner (* 1932), deutscher Diplomat, Jurist und Autor
- Kilian, Wilhelm (1914–1971), deutscher Politiker (CDU), Bürgermeister
- Kilian, Wolfgang (1581–1663), deutscher Kupferstecher und Verleger
- Kilian, Wolfgang (* 1939), deutscher Rechtswissenschaftler
- Kilian, Wolfgang Philipp (1654–1732), deutscher Kupferstecher
- Kilian-Bock, Michaela (* 1959), deutsche Juristin und Verfassungsrichterin
- Kilian-Dirlmeier, Imma (1941–2024), deutsche prähistorische Archäologin
- Kilian-Hatz, Christa (* 1963), deutsche Afrikanistin
- Kiliani, Emmanuel von (1898–1974), deutscher Generalmajor
- Kiliani, Heinrich (1855–1945), deutscher Chemiker
- Kiliani, Johann Joseph von (1798–1864), deutscher Jurist
- Kiliani, Martin (1858–1895), Direktor der Aluminium-Industrie-Aktiengesellschaft (AIAG), der späteren Alusuisse.
- Kiliani, Richard (1861–1927), deutscher Jurist, Diplomat und Autor
- Kilianowitsch, Marion (* 1962), österreichische Bildhauerin
- Kilias, Doris (1942–2008), deutsche Übersetzerin
- Kilias, Günter (* 1926), deutscher Förster und Politiker (SPD), MdVK
- Kilias, Rudolf (1929–1999), deutscher Zoologe
- Kılıç Ali Pascha (1519–1587), muslimischer Korsar und osmanischer AdmiralKılıç Ali Pascha (1519–1587)

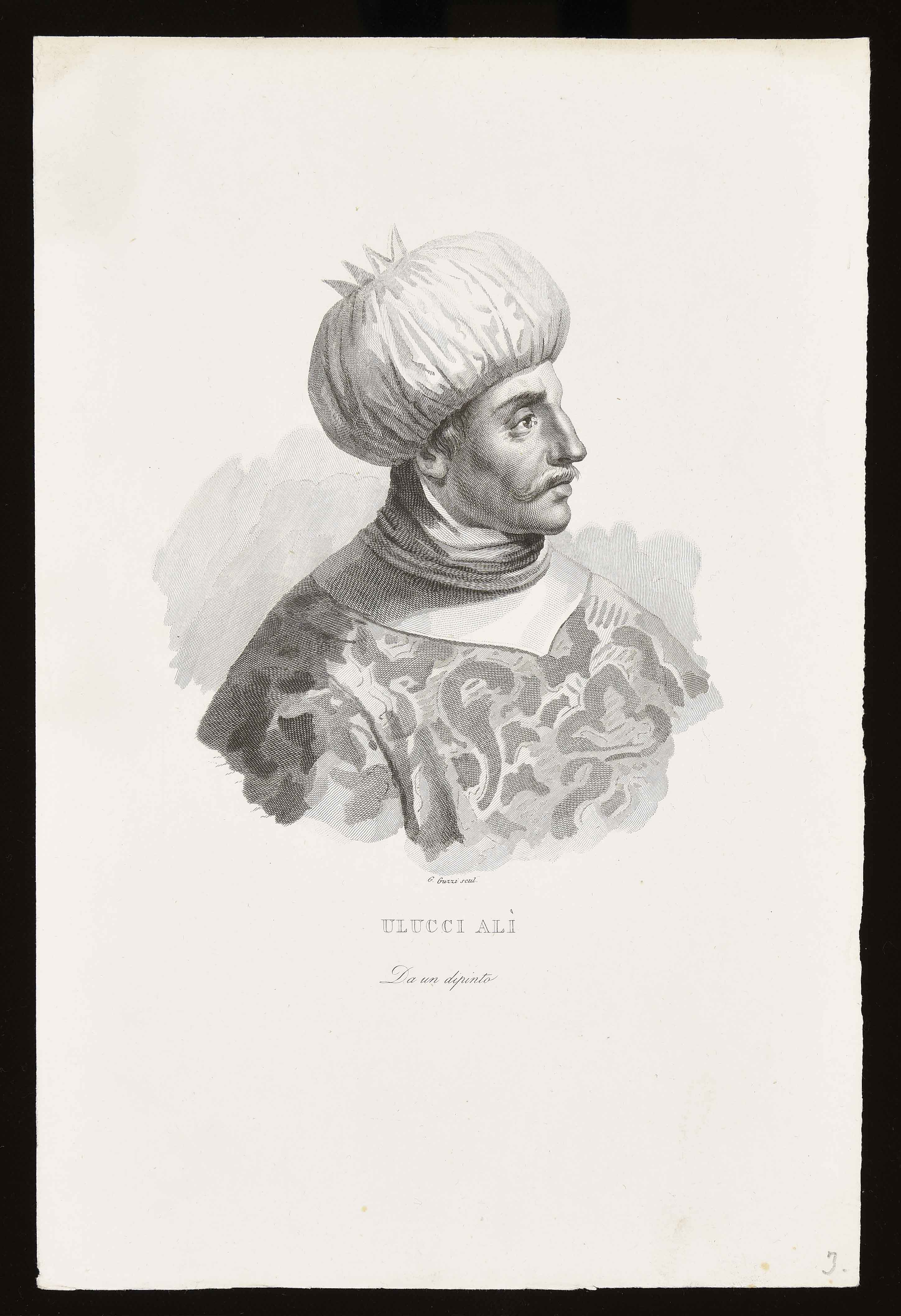
Kılıç Ali Pascha (1519–1587)

- Kılıç Arslan I. (1079–1107), Sultan von Rum
- Kılıç Arslan II. († 1192), Sultan von Rum
- Kılıç Arslan III., Sultan von Rum
- Kılıç Arslan IV. († 1265), Sultan von Ikonion
- Kılıç, Akif Çağatay (* 1976), türkischer Politiker (AKP)
- Kılıç, Altan (* 1996), türkischer Fußballspieler
- Kılıç, Arda (* 2005), türkischer Fußballspieler
- Kilic, Asli (* 1978), deutsche Pianistin
- Kılıç, Barış (* 1978), türkischer Schauspieler
- Kılıç, Bilal (* 1995), türkischer Fußballspieler
- Kilic, Birol, Herausgeber, Verleger und Obmann der Türkischen Kulturgemeinde in Österreich
- Kılıç, Doğanay (* 1996), türkischer Fußballspieler
- Kılıç, Döndü (* 1976), deutsche Regisseurin
- Kılıç, Eda Nur (* 2000), türkische Handball- und Beachhandballspielerin
- Kılıç, Erman (* 1983), türkischer Fußballspieler
- Kılıç, Esra (* 1991), türkische Schauspielerin
- Kılıç, Fuat (* 1973), deutsch-türkischer Fußballspieler und -trainerFuat Kılıç (* 1973)

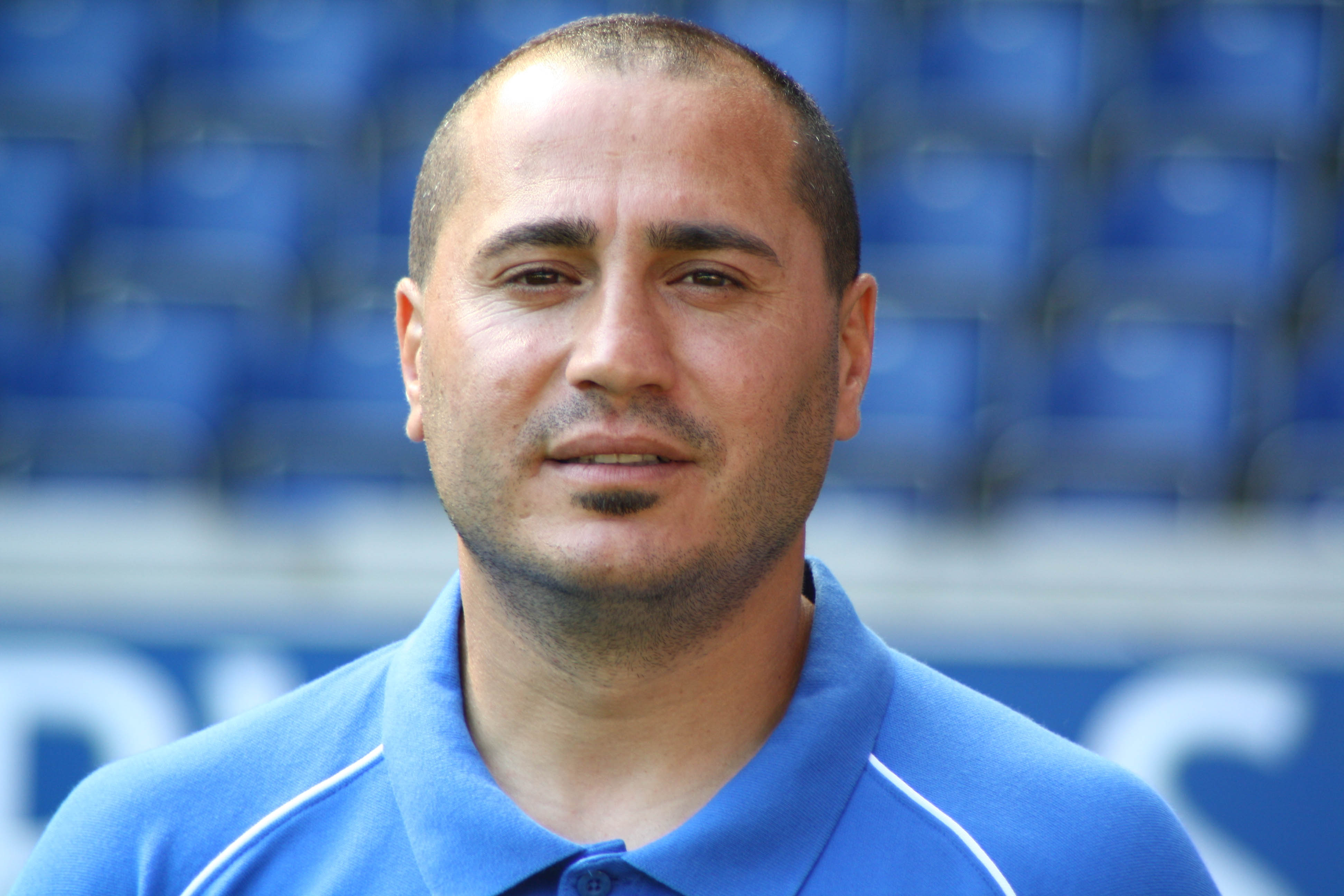
Fuat Kılıç (* 1973)

- Kılıç, Funda (* 1988), türkische Sängerin und Songwriterin
- Kılıç, Gökalp (* 2000), deutscher Fußballspieler
- Kılıç, Gündüz (1918–1980), türkischer Fußballspieler und -trainer
- Kılıç, Habil (1963–2001), türkisches Opfer der Mordserie der terroristischen Vereinigung „Nationalsozialistischer Untergrund“ (NSU)
- Kılıç, Hasan (* 1992), niederländisch-türkischer Fußballspieler
- Kılıç, Haşim (* 1950), türkischer Richter, Präsident des Verfassungsgerichts der Türkei
- Kilic, Ilse (* 1958), österreichische Schriftstellerin
- Kılıç, Kemal (* 1956), türkischer Fußballspieler und -trainer
- Kılıç, Kenan (* 1962), türkischer Regisseur, Autor und Produzent
- Kilic, Klemens (* 1996), deutscher politischer Aktivist und YouTuber
- Kılıç, Mahmud Erol (* 1961), türkischer Diplomat, Theologe, Akademiker und Autor
- Kiliç, Memet (* 1967), deutscher Rechtsanwalt und Politiker (Bündnis 90/Die Grünen), MdB
- Kılıç, Mert (* 1978), türkischer Schauspieler und Model
- Kılıç, Neslihan (* 1993), türkische Badmintonspielerin
- Kılıç, Ömer (* 1971), türkischer Fußballspieler
- Kılıç, Öner (* 1954), türkischer Fußballspieler und -trainer
- Kiliç, Orhan (* 1974), deutsch-türkischer Schauspieler
- Kılıç, Rauf (* 1964), türkischer Fußballspieler
- Kılıç, Rıdvan (* 1955), türkischer Fußballspieler
- Kılıç, Samed (* 1996), türkisch-französischer Fußballspieler
- Kılıç, Serhat (* 1975), türkischer Schauspieler
- Kılıç, Suat (* 1972), türkischer Politiker
- Kılıç, Taner (* 1969), türkischer Rechtsanwalt und Menschenrechtsfunktionär
- Kılıç, Tuncay (* 1997), türkischer Fußballspieler
- Kilic, Ulas (* 1975), deutscher Schauspieler
- Kılıç, Yağmur Mislina (* 1996), türkische Volleyballspielerin
- Kılıç, Yakup (* 1986), türkischer Boxer
- Kiliçarslan, Ayten (* 1965), deutsch-türkische Diplompädagogin und Volkswirtschaftlerin
- Kılıcaslan, Enes (* 1991), türkischer Fußballspieler
- Kılıçaslan, Erdal (* 1984), deutsch-türkischer Fußballspieler
- Kılıçaslan, Şükrü Kaan (* 1996), türkischer Fußballspieler
- Kılıççı, Adem (* 1986), türkischer Boxer
- Kılıçdaroğlu, Kemal (* 1948), türkischer Beamter, Politiker und ParteivorsitzenderKemal Kılıçdaroğlu (* 1948)

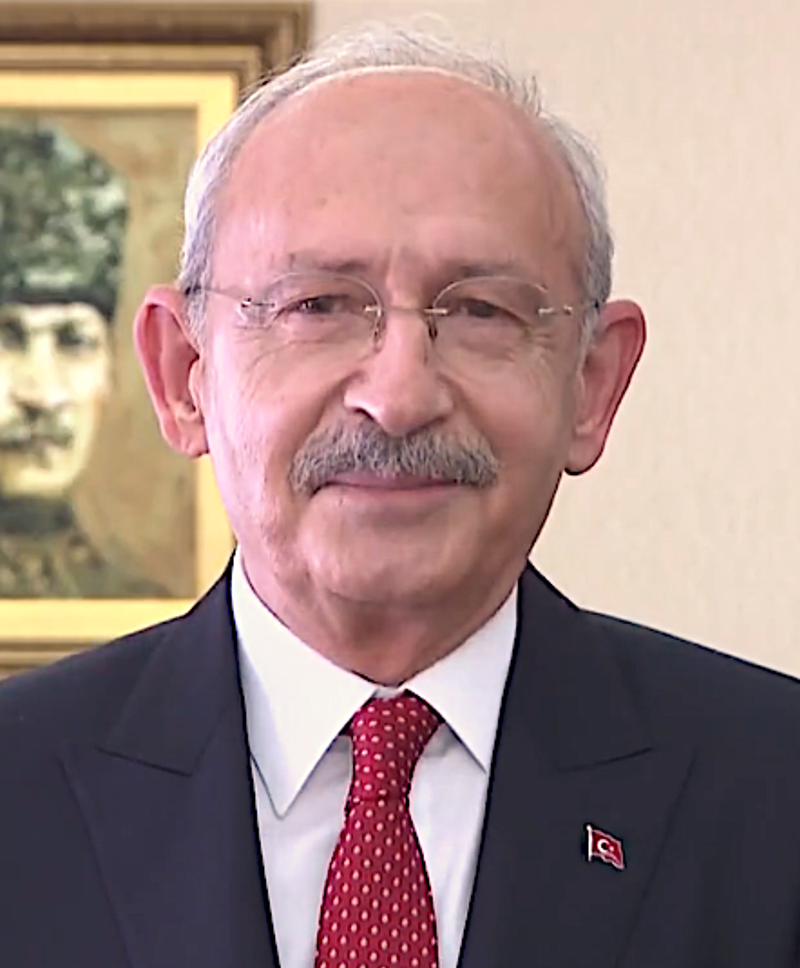
Kemal Kılıçdaroğlu (* 1948)

- Kılıçgün Uçar, Çiğdem (* 1978), türkische Politikerin
- Kılıçkaya, Fatih (* 1985), türkischer Fußballspieler
- Kılıçoğlu, Ozan (* 1991), türkischer Fußballspieler
- Kılıçsoy, Semih (* 2005), türkischer Fußballspieler
- Kilik, Jon (* 1956), US-amerikanischer Filmproduzent
- Kilikauskas, Romas (* 1936), litauischer Politiker
- Kilimann, Klaus (1938–2024), deutscher Politiker (SDP, SPD), Oberbürgermeister von Rostock
- Kilimci, Ayşe (* 1954), türkische Schriftstellerin
- Kilimci, Volkan (* 1972), türkischer Fußballtorhüter
- Kilimnik, Karen (* 1955), US-amerikanische Künstlerin
- Kilimo, Julius Kipkorir (* 1982), kenianischer Marathonläufer
- Kılınç, David Deniz (* 1992), schweizerisch-türkischer Fußballspieler
- Kılınç, Emre (* 1994), türkischer Fußballspieler
- Kılınç, Yağız (* 2007), türkischer Kinderdarsteller
- Kilingaridis, Andreas (1976–2013), griechischer Kanute
- Kiliński, Antoni (1909–1989), polnischer Computerpionier
- Kiliński, Jan (1760–1819), polnischer Aufständischer, einer der Kommandanten des Kościuszko-Aufstandes
- Kilius, Marika (* 1943), deutsche EiskunstläuferinMarika Kilius (* 1943)

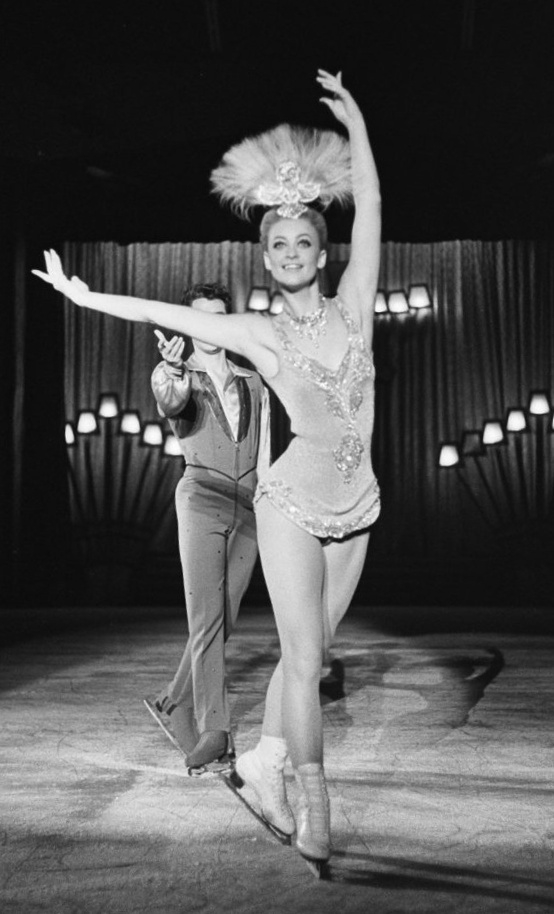
Marika Kilius (* 1943)

### Kilj
- Kiljan, Krzysztof (* 1999), polnischer Hürdenläufer
- Kiljunen, Kimmo (* 1951), finnischer Politiker (Sozialdemokratische Partei)

### Kilk
- Kilkenny, Neil (* 1985), australischer Fußballspieler
- Kılkış, Hüseyin Hüsnü (1881–1946), türkischer Generalleutnant
- Kilkowski, Erna (1907–1985), deutsche Politikerin (CDU), MdL

### Kill
- Kill The Buzz (* 1987), niederländischer Musikproduzent und DJ
- Kill the Noise (* 1981), US-amerikanischer Drum-&-Bass-, Dubstep- und House-Produzent
- Kill, Agatha (* 1948), deutsche Bildhauerin und Medailleurin
- Kill, Angelika (1917–2003), deutsche Konzertsängerin, Nonne, Schulleiterin, Ehrenbürgerin Fritzlars
- Kill, Christian (* 1991), luxemburgischer Tischtennisspieler
- Killa Hakan (* 1973), deutsch-türkischer RapperKilla Hakan (* 1973)

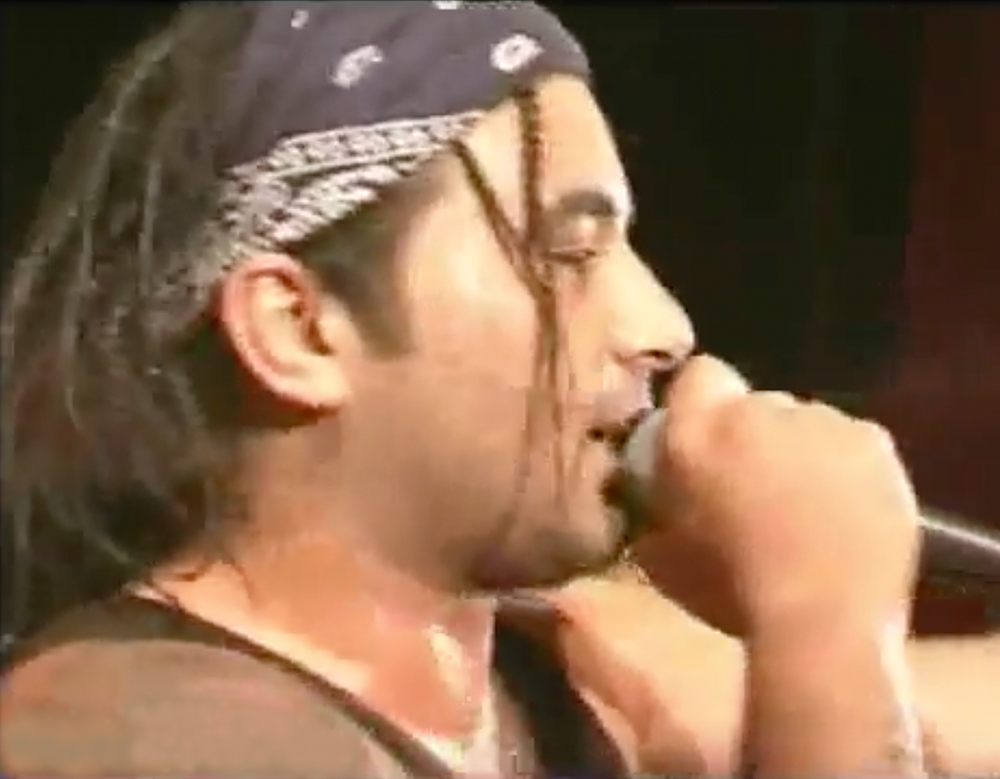
Killa Hakan (* 1973)

- Killah Priest (* 1970), US-amerikanischer Rapper
- Killam, Albert Clements (1849–1908), kanadischer Jurist
- Killar, Alexander (* 2002), österreichischer Fußballspieler
- Killar, Jan Karel († 1800), böhmischer Brauer sowie Autor und Patriot
- Killat, Albin (* 1961), deutscher Wasserspringer
- Killat, Arthur (1912–1999), deutscher Gewerkschafter und Politiker (SPD), MdB
- Killat, Erwin (* 1933), deutscher Bürgerrechtler, Ehrenbürger von Zwickau
- Killdeer, Phoebe (* 1977), australische Musikerin und Sängerin
- Kille, Gertrud (1925–1978), deutsche Kugelstoßerin und Fünfkämpferin
- Kille, Joseph (1790–1865), US-amerikanischer Politiker
- Killebrew, Gwendolyn (1941–2021), US-amerikanische Sängerin (Alt und Mezzosopran)
- Killebrew, Harmon (1936–2011), US-amerikanischer Baseballspieler
- Killeen, Mark (* 1972), britischer Schauspieler
- Killeen, Timothy (1923–1993), irischer Politiker
- Killeen, Tony (* 1952), irischer Politiker (Fianna Fáil)
- Killen, Chris (* 1981), britischer Schriftsteller
- Killen, Chris (* 1981), neuseeländischer Fußballspieler
- Killen, Edgar Ray (1925–2018), amerikanischer Verbrecher, Mitglied im Ku-Klux-KlanEdgar Ray Killen (1925–2018)

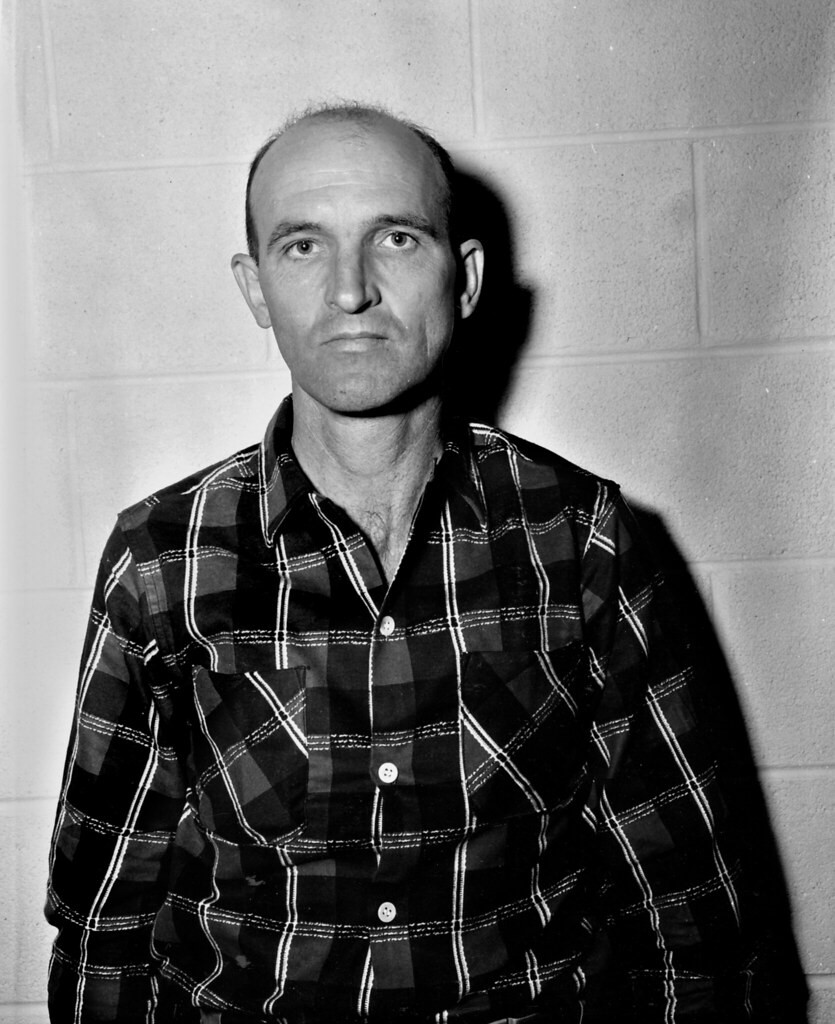
Edgar Ray Killen (1925–2018)

- Killen, John Tyrell (* 1937), britischer Indogermanist und Mykenologe
- Killer Kowalski (1926–2008), kanadischer Wrestler
- Killer Mike (* 1975), US-amerikanischer Rapper
- Killer, Achim (* 1957), deutscher Journalist
- Killer, Daniel (* 1949), argentinischer Fußballspieler
- Killer, Fritz (1905–1983), österreichischer Komponist
- Killer, Hans (* 1948), Schweizer Politiker (SVP)
- Killer, Hermann (1902–1990), deutscher Musikwissenschaftler
- Killer, Ilse (1925–2013), österreichische Polizeisekretärin, Gestapo-Sekretärin
- Killer, Karl (1873–1948), deutscher Bildhauer und Hochschullehrer
- Killer, Karl (1878–1948), Schweizer Politiker
- Killer, Peter (* 1945), Schweizer Kunstkritiker, Redakteur, Autor, Konservator und Kunstvermittler
- Killer, Ruth (* 1920), deutsche Schauspielerin, Synchronsprecherin und Künstlervermittlerin
- Killer, Sophie (* 1991), österreichisch-deutsche Schauspielerin und Regisseurin
- Killer, Tobias (* 1993), deutscher Fußballspieler
- Killermann, Klára (1929–2012), ungarische Schwimmerin
- Killermann, Lothar (* 1935), deutscher Fußballspieler
- Killermann, Sebastian (1870–1956), deutscher katholischer Geistlicher und Mykologe
- Killermann, Wilhelm (1930–2022), deutscher Biologe
- Killert, Johannes (* 1914), deutscher Schauspieler bei Bühne, Film und Fernsehen
- Killewald, Clementia (1954–2016), deutsche Nonne, Äbtissin von Rupertsberg und Eibingen
- Killewald, Norbert (* 1961), deutscher Politiker (SPD), MdL
- Killey, Philip G. (* 1941), US-amerikanischer Offizier, Generalmajor der US Air Force
- Killguss, Eberhardt (* 1938), deutscher Bildhauer
- Killi, Johanne (* 1997), norwegische Freestyle-Skisportlerin
- Killian, Adam (* 1975), US-amerikanischer Pornodarsteller
- Killian, Al (1916–1950), US-amerikanischer Trompeter des Swing und Jump-Blues
- Killian, Andrew (1872–1939), irischer Geistlicher, römisch-katholischer Bischof
- Killian, Emily (* 1988), US-amerikanische Schauspielerin und Musicaldarstellerin
- Killian, Gustav (1860–1921), deutscher Mediziner, Pionier der Otorhinolaryngologie
- Killian, Hans (1892–1982), deutscher Chirurg, Hochschullehrer und Schriftsteller
- Killian, Herbert (1926–2017), österreichischer Forsthistoriker und Opfer des Stalinismus
- Killian, Hermann (* 1965), österreichischer Basketballspieler
- Killian, James R. (1904–1988), US-amerikanischer Wissenschaftsorganisator
- Killian, Joe (1927–2013), US-amerikanischer Jazzpianist und -organist
- Killian, Karl (1903–1991), österreichischer Geodät und Erfinder
- Killian, Kevin (1952–2019), US-amerikanischer Autor und Dichter
- Killian, Lawrence (* 1942), US-amerikanischer Jazzmusiker
- Killian, Robert, US-amerikanischer Biathlet
- Killian, Robert K. (1919–2005), US-amerikanischer Politiker
- Killias, Eduard (1829–1891), Schweizer Arzt und Naturforscher
- Killias, Gion-Reto (* 1970), Schweizer Filmeditor
- Killias, Martin (* 1948), Schweizer Strafrechtler
- Killias, Rudolf (1943–2010), Schweizer Eishockeytrainer
- Killias, Wolfgang (1795–1868), Schweizer Techniker und Eisenbahnpionier
- Killiches, Ignaz (1793–1877), böhmischer Arzt
- Killick, Donald Joseph Boomer (1926–2008), südafrikanischer Botaniker
- Killick, Gordon (1899–1962), britischer Ruderer
- Killick, Graeme (* 1989), kanadischer Skilangläufer
- Killick, Hammerton (1856–1902), haitianischer Admiral und Marine-Oberbefehlshaber
- Killick, John (1919–2004), britischer Diplomat und Verwaltungsbeamter
- Killigrew, Anne (1660–1685), englische Dichterin und Malerin
- Killigrew, Thomas (1612–1683), englischer Dramatiker und Theaterregisseur
- Killilea, Mark junior (1939–2018), irischer Politiker (Fianna Fáil)
- Killilea, Mark senior (1897–1970), irischer Politiker (Fianna Fáil)
- Killinen, Sara (* 2001), finnische Hammerwerferin
- Killing, Matthias (* 1979), deutscher Event- und FernsehmoderatorMatthias Killing (* 1979)

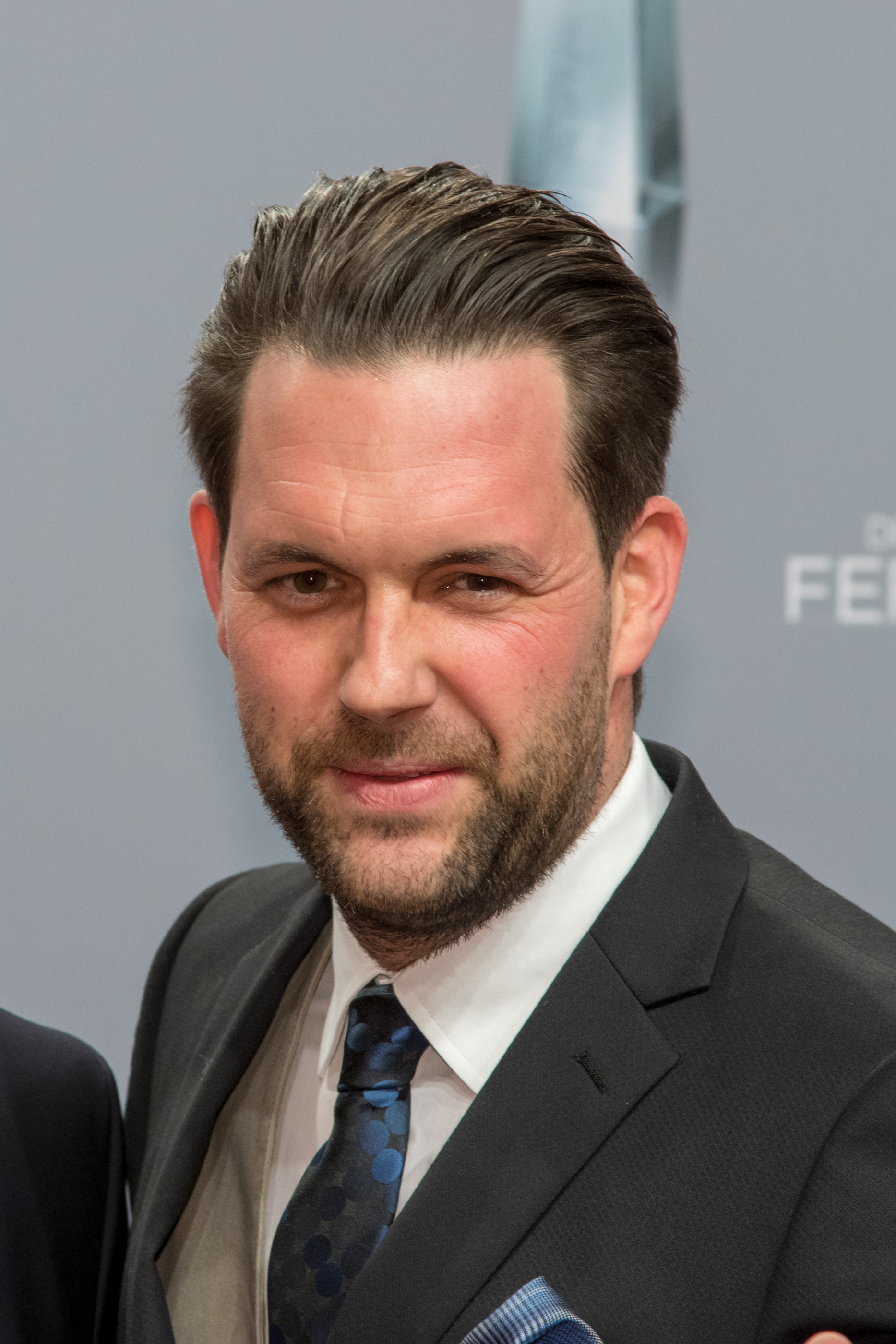
Matthias Killing (* 1979)

- Killing, Wilhelm (1847–1923), deutscher Mathematiker
- Killing, Wolfgang (* 1953), deutscher Leichtathlet und Olympiateilnehmer
- Killing-Günkel, Claus (* 1963), deutscher Esperantologe
- Killingbeck, Molly (* 1959), kanadische Leichtathletin
- Killingberg, Kim Are (* 1986), norwegischer Squashspieler
- Killinger, Albrecht Eberhard (1688–1764), markgräflicher Kammerrat
- Killinger, Eberhard (1770–1826), deutscher Oberbergmeister
- Killinger, Emil (1851–1902), badischer Beamter
- Killinger, Erich Walter (1893–1977), deutscher Marine- und Luftwaffenoffizier
- Killinger, Friedrich (1848–1923), Offizier und Regimentskommandeur in der Bayerischen Armee
- Killinger, Georg Friedrich von (1702–1766), Oberkriegskommissar und Geheimer Kriegsrat
- Killinger, German (1844–1940), deutscher Verwaltungsbeamter
- Killinger, German (1884–1957), deutscher Verwaltungsjurist und Bezirksamtsvorstand
- Killinger, German Friedrich (1775–1863), Leiter des Aufschlagamtes im Fürstentum Bayreuth
- Killinger, Johann Georg (1732–1785), deutscher Verwaltungsjurist, Stadtrichter und Landvogt
- Killinger, Johann Georg Friederich (1886–1947), deutscher Verwaltungsjurist und Unternehmer
- Killinger, Johann Melchior von (1689–1747), Oberkriegskommissar
- Killinger, Johann Melchior von (1740–1777), Geheimer Rittmeister und Obristwachtmeister in der Kurpfalz
- Killinger, John Weinland (1824–1896), US-amerikanischer Politiker
- Killinger, Konrad (1808–1882), deutscher Verwaltungsjurist und Landrichter
- Killinger, Manfred von (1886–1944), deutscher Marineoffizier, Politiker (NSDAP), MdR, sächsischer Ministerpräsident und DiplomatManfred von Killinger (1886–1944)

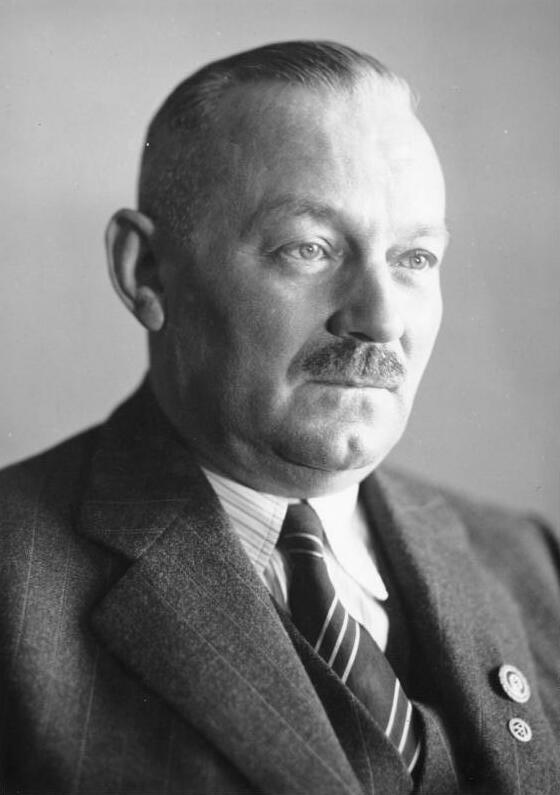
Manfred von Killinger (1886–1944)

- Killinger, Stefanie (* 1973), deutsche Juristin, Richterin und Gerichtspräsidentin
- Killinger, Thomas Erich (* 1957), deutscher Komponist, Arrangeur, Librettist, Schauspieler und Sänger
- Killinger, Willi (* 1943), deutscher Kommunalpolitiker (CSU)
- Killings, Ron (* 1972), US-amerikanischer Wrestler
- Killington, Frederick James (1894–1957), britischer Entomologe
- Killington, George (* 1996), englischer Dartspieler
- Killion, Kash, US-amerikanischer Jazz-Bassist
- Killip, Chris (1946–2020), britischer Fotograf und Hochschullehrer
- Killisch von Horn, Arnold (1862–1939), deutscher Jurist und Unternehmer
- Killisch von Horn, Hermann (1821–1886), deutscher Jurist, Journalist und Unternehmer
- Killisch, Klaus (* 1959), deutscher Maler
- Killisch-Horn, Michael (1940–2019), österreichischer Politiker (ÖVP), Abgeordneter zum Nationalrat
- Killitschgy, Rudolph (1797–1851), österreichischer Musikpädagoge und Pianist
- Killius, Ruth (* 1968), deutsche Musikerin und Bratschistin
- Killmaier, Werner (* 1955), deutscher Fußballspieler
- Killmann, Irolt (1932–1999), österreichischer Maschinenbauer und Hochschullehrer
- Killmayer, Wilhelm (1927–2017), deutscher Komponist
- Killmer, Kara (* 1988), US-amerikanische Schauspielerin
- Killmer, Yvonne-Ruth (1921–2014), deutsche Journalistin und SED-Funktionärin, Chefredakteurin der DDR-Zeitschriften „Für Dich“ und „Sibylle“
- Killmer-Korn, Anja (1897–1981), deutsche Widerstandskämpferin gegen den Nationalsozialismus
- Killmeyer, Hermann (* 1960), österreichischer Schauspieler, Schauspiellehrer, Schauspielcoach und Regisseur in Hamburg
- Killmeyer, Karl (1923–2015), österreichischer Speedway-Rennfahrer
- Killoffer, Patrice (* 1966), französischer Comiczeichner
- Killoran, Colin (* 1992), japanischer Fußballspieler
- Killoran, Niall (* 1992), japanischer Fußballspieler
- Killorn, Alexander (* 1989), kanadischer Eishockeyspieler
- Killough, Lee (* 1942), amerikanische Schriftstellerin
- Kills, Natalia (* 1986), britische Sängerin, Songschreiberin und SchauspielerinNatalia Kills (* 1986)

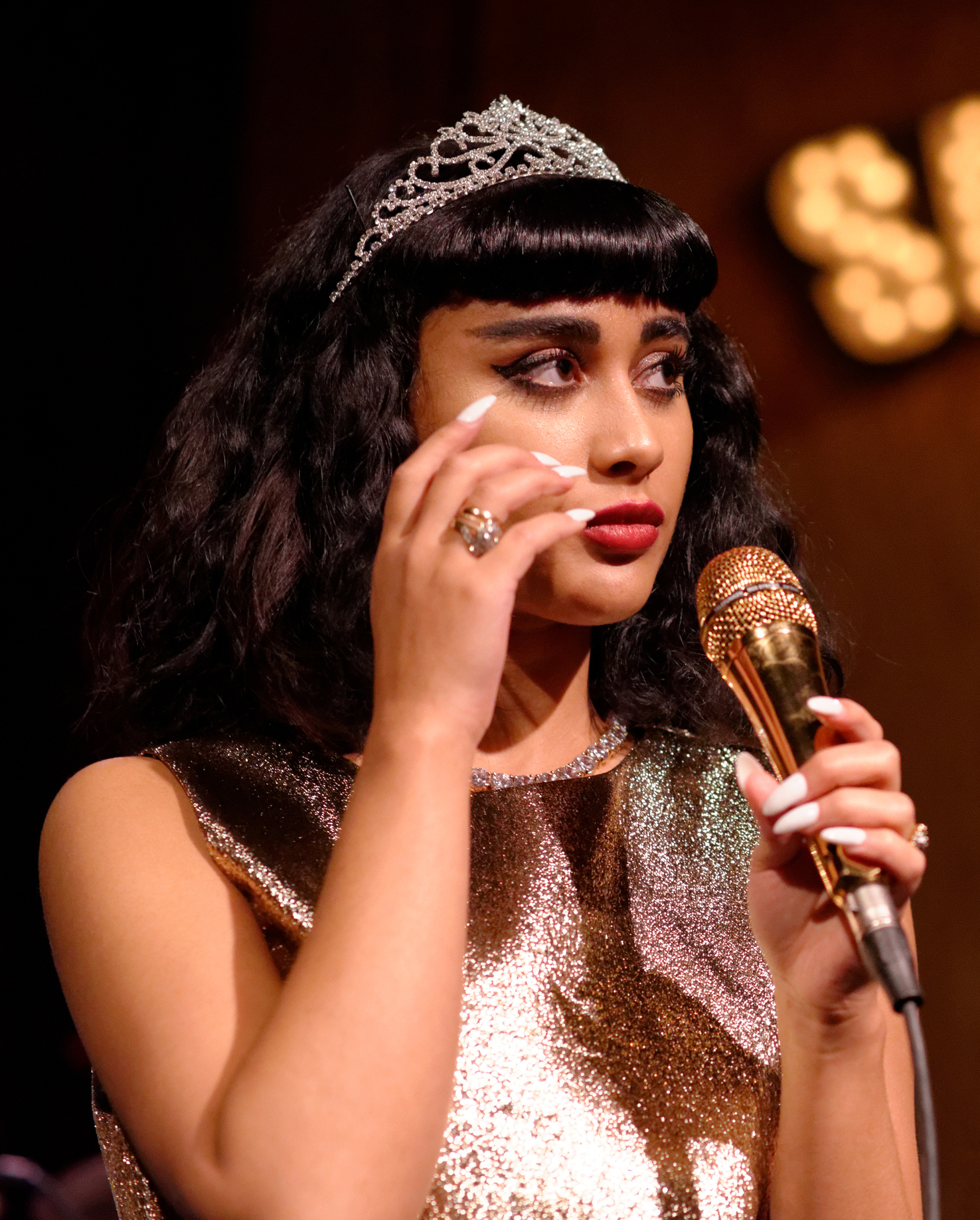
Natalia Kills (* 1986)

- Killus, Dagmar (* 1965), deutsche Erziehungswissenschaftlerin
- Killy (* 1997), kanadischer Rapper
- Killy, Bertrand, französischer Lichtdesigner
- Killy, Edward (1903–1981), US-amerikanischer Regieassistent und Filmregisseur
- Killy, Jean-Claude (* 1943), französischer Skirennläufer
- Killy, Leo (1885–1954), deutscher Jurist und Ministerialbeamter
- Killy, Walther (1917–1995), deutscher Germanist, Literaturwissenschaftler

### Kilm
- Kilman, Buzz (* 1944), US-amerikanischer Radiomoderator
- Kilman, Max (* 1997), englischer Fußballspieler
- Kilman, Sato (* 1957), vanuatuischer Politiker der 'People's Progress Party'
- Kilmann, Ralph H. (* 1946), US-amerikanischer Verhaltensforscher, Unternehmensberater und Sachbuchautor
- Kilmartin, Gerald (1926–1970), US-amerikanischer Eishockeyspieler
- Kilmartin, Pamela Margaret, neuseeländische Astronomin
- Kilmeade, Brian (* 1964), US-amerikanischer Fernsehmoderator
- Kilmer, Derek (* 1974), US-amerikanischer Politiker der Demokratischen Partei
- Kilmer, Jack (* 1995), US-amerikanischer Schauspieler
- Kilmer, Val (1959–2025), US-amerikanischer SchauspielerVal Kilmer (1959–2025)

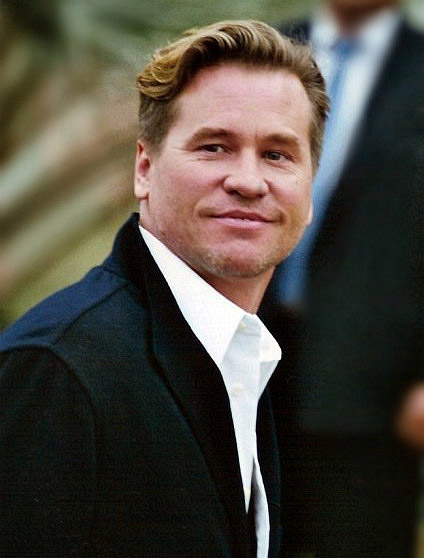
Val Kilmer (1959–2025)

- Kilminster, Dave (* 1962), britischer Musiker
- Kilmister, Clive W. (1924–2010), britischer Mathematiker und Physiker
- Kilmister, Lemmy (1945–2015), britischer Rockmusiker

### Kiln
- Kilnarová, Monika (* 1999), tschechische Tennisspielerin
- Kilner, Ben (* 1988), britischer Snowboarder
- Kilner, Clare, britische Filmregisseurin
- Kilner, Kevin (* 1958), US-amerikanischer Schauspieler

### Kilo
- Kilo, Michel (1940–2021), syrischer Oppositioneller, Regimekritiker und Journalist
- Kilomba, Grada (* 1968), portugiesische Schriftstellerin und KünstlerinGrada Kilomba (* 1968)

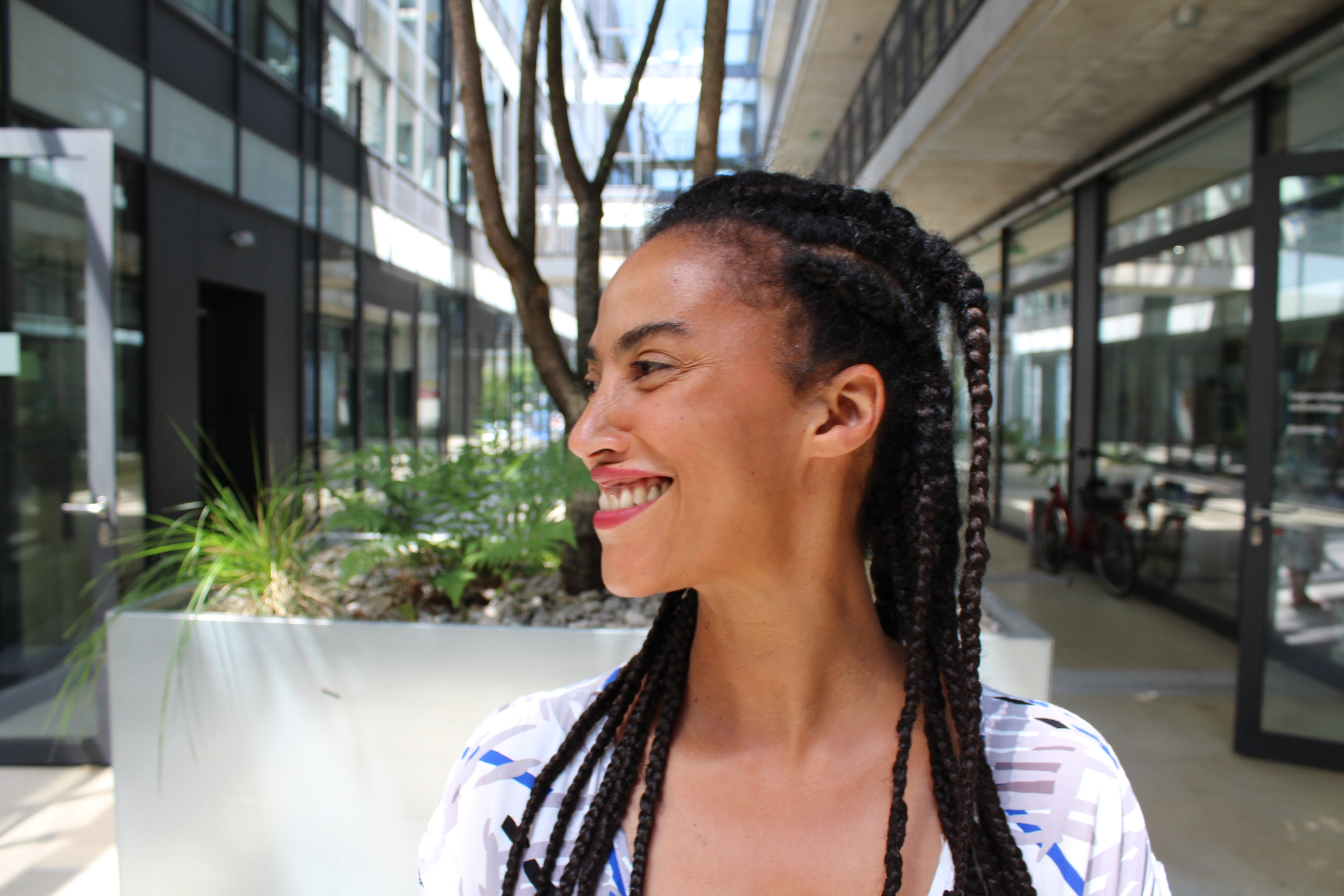
Grada Kilomba (* 1968)

- Kilonzo, Kelvin (* 1993), deutscher Performancekünstler
- Kilosówna, Gertruda (1913–1938), polnische Mittelstreckenläuferin

### Kilp
- Kilp, Marko (* 1993), estnischer Skilangläufer
- Kilpatrick, C. William (* 1944), US-amerikanischer Mammaloge
- Kilpatrick, Carolyn Cheeks (* 1945), US-amerikanische Politikerin (Demokratische Partei)
- Kilpatrick, Helen (* 1958), britische Staatsbeamtin, Gouverneurin der Cayman Islands
- Kilpatrick, Hugh Judson (1836–1881), US-amerikanischer Militär, General der Nordstaaten im Sezessionskrieg und Diplomat
- Kilpatrick, Jack (1917–1989), britischer Eishockeyspieler
- Kilpatrick, James J. (1920–2010), US-amerikanischer Journalist, Linguist und Kolumnist
- Kilpatrick, Jeremy (1935–2022), US-amerikanischer Mathematikdidaktiker
- Kilpatrick, Kwame (* 1970), US-amerikanischer Politiker, Bürgermeister von Detroit
- Kilpatrick, Lincoln (1931–2004), US-amerikanischer Schauspieler
- Kilpatrick, Nancy (1946–2025), amerikanisch-kanadische Schriftstellerin
- Kilpatrick, Patrick (* 1949), US-amerikanischer SchauspielerPatrick Kilpatrick (* 1949)

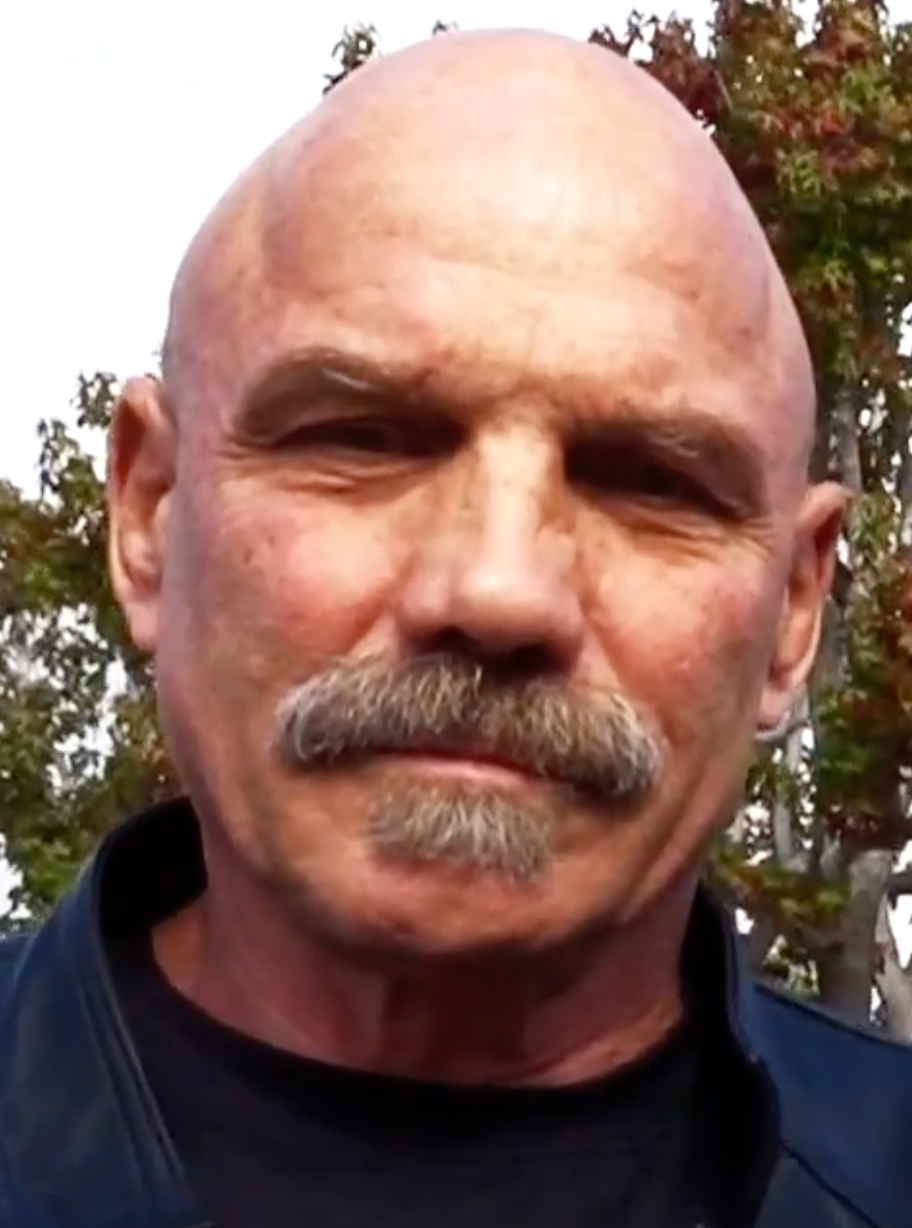
Patrick Kilpatrick (* 1949)

- Kilpatrick, Robert, Baron Kilpatrick of Kincraig (1926–2015), britischer Pharmakologe und Life Peer
- Kilpatrick, William Heard (1871–1965), US-amerikanischer Pädagoge und Schüler, Kollege und Nachfolger von John Dewey
- Kilpeläinen, Eero (* 1985), finnischer Eishockeytorwart
- Kilpeläinen, Tuure (* 1970), finnischer Musiker und Singer-Songwriter
- Kilper, Heiderose (* 1953), deutsche Sozialwissenschaftlerin
- Kilpi, Eeva (* 1928), finnische Schriftstellerin und Dichterin
- Kilpimaa, Emma (* 1996), finnische Schauspielerin
- Kilpin, Herbert (1870–1916), englischer Fußballspieler und -trainer
- Kilpinen, Josefiina (* 1982), finnische Freestyle-Skisportlerin
- Kilpinen, Yrjö (1892–1959), finnischer Komponist
- Kilpper, Gustav (1879–1963), deutscher Verleger
- Kilpper, Helmut (1919–1996), deutscher Manager der Zuckerindustrie
- Kilpper, Thomas (* 1956), deutscher Holzschneider und Installationskünstler

### Kilr
- Kilrain, Jake (1859–1937), US-amerikanischer Boxer
- Kilrea, Brian (* 1934), kanadischer Eishockeyspieler, -trainer und General Manager
- Kilrehill, Keelan (* 2000), irischer Langstreckenläufer
- Kilroy, Frank (1921–2007), US-amerikanischer American-Football-Spieler, -Trainer und -Funktionär
- Kilroy, Mary Jo (* 1949), US-amerikanische Politikerin
- Kilroy, Thomas (1934–2023), irischer Dramatiker und Schriftsteller
- Kilroy-Silk, Robert (* 1942), britischer Fernsehmoderator und Politiker, Mitglied des House of Commons, MdEP

### Kils
- Kils, Uwe (* 1951), deutscher Meeresbiologe
- Kilsdonk, Carolien van (* 1963), niederländische Snowboarderin
- Kilsdonk, Jan van (1917–2008), niederländischer Ordensgeistlicher
- Kilson, Billy (* 1962), amerikanischer Jazzschlagzeuger
- Kilston, Steven (* 1944), US-amerikanischer Astronom

### Kilt
- Kilthau, Jonas (* 1991), deutscher Ruderer
- Kiltie, Greg (* 1997), schottischer Fußballspieler
- Kiltschyzkyj, Witalij (* 1988), ukrainischer Biathlet
- Kilty, Dovilė (* 1993), litauische Leichtathletin, Weit- und Dreispringerin
- Kilty, Jerome (1922–2012), US-amerikanischer Schauspieler und Autor
- Kilty, Richard (* 1989), britischer Sprinter
- Kiltz, Brad (* 1957), amerikanisch-samoanischer Bobfahrer
- Kiltz, Eike (* 1975), deutscher Mathematiker und Hochschullehrer
- Kiltz, Elke (* 1952), deutsche Politikerin (Bündnis 90/Die Grünen), MdL

### Kilu
- Kiluhepa, Tochter des mitannischen Königs Šutarna II. und spätere Nebenfrau des Amenophis III.
- Kilun, Roman (* 1981), US-amerikanischer Radrennfahrer

### Kilv
- Kilvert, Lilly (* 1950), US-amerikanische Filmarchitektin
- Kilvet, Krista (1946–2009), estnische Hörfunkjournalistin, Politikerin, Mitglied des Riigikogu und Diplomatin
- Kilvinger, Attila (* 1977), ungarischer Leichtathlet
- Kilvington, Paula (* 1957), englische Badmintonspielerin

### Kilw
- Kilwardby, Robert († 1279), englischer Philosoph und Theologe
- Kilworth, Garry (* 1941), britischer Schriftsteller

### Kilz
- Kilz, Hans Werner (* 1943), deutscher Journalist und ChefredakteurHans Werner Kilz (* 1943)

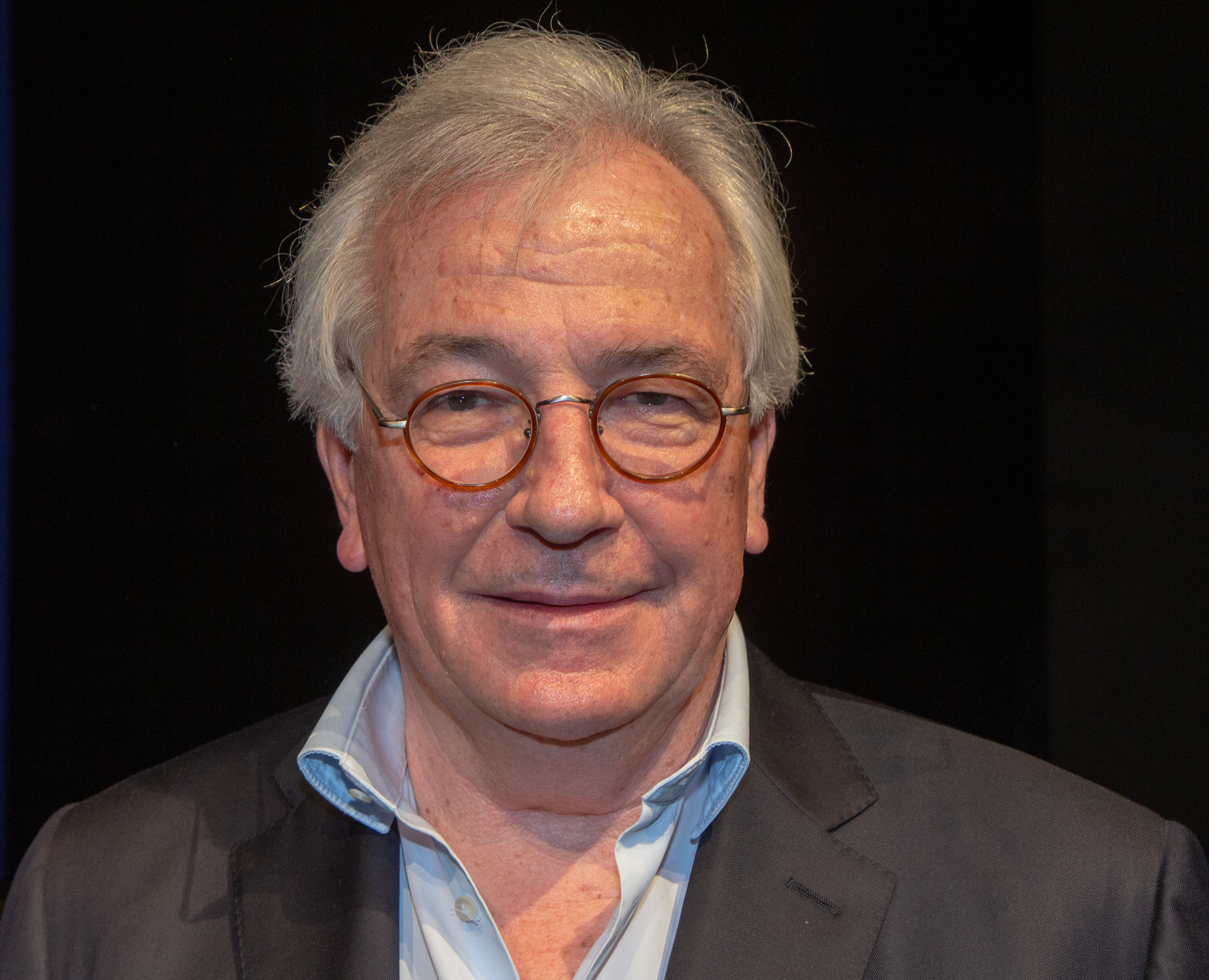
Hans Werner Kilz (* 1943)

- Kilz, Werner (1931–2007), deutscher Schriftsteller und bildender Künstler